# La Roche-Vanneau
La Roche-Vanneau település Franciaországban, Côte-d’Or megyében. Lakosainak száma 137 fő (2022. január 1.). La Roche-Vanneau Flavigny-sur-Ozerain, Brain, Dampierre-en-Montagne, Hauteroche, Jailly-les-Moulins, Marigny-le-Cahouët és Villeferry községekkel határos.

## Népesség
A település népességének változása:
| Lakosok száma | 163  | 136  | 172  | 135  | 152  | 149  | 146  | 141  | 138  | 137  |
|               | 1968 | 1982 | 1990 | 2006 | 2013 | 2015 | 2017 | 2019 | 2020 | 2022 |